# Maquereau
Pour les articles homonymes, voir Maquereau (homonymie).
Maquereau est le nom vernaculaire de plusieurs espèces de poissons appartenant aux genres Scomber, Scomberomorus et Rastrelliger.
Taxons concernés
Genres de la sous-famille des Scombrinae
- Scomber
- Scomberomorus
- Rastrelligermodifier

## Liste des noms vernaculaires
- Maquereau atlantique—Scomber scombrus[1]
- Maquereau atlantique espagnol —Scomberomorus maculatus
- Maquereau bâtard — Trachurus trachurus
- Maquereau blanc  — Scomber japonicus[1] et Scomber colias
- Maquereau bleu —Scomber scombrus
- Maquereau bonite —Scomberomorus cavalla
- Maquereau commun — Scomber scombrus[1]
- Maquereau des Indes — Rastrelliger kanagurta[1]
- Maquereau espagnol —Scomber japonicus[1]
- Maquereau roi —Scomberomorus cavalla
- Maquereau tacheté —Scomber australasicus

## Santé alimentaire

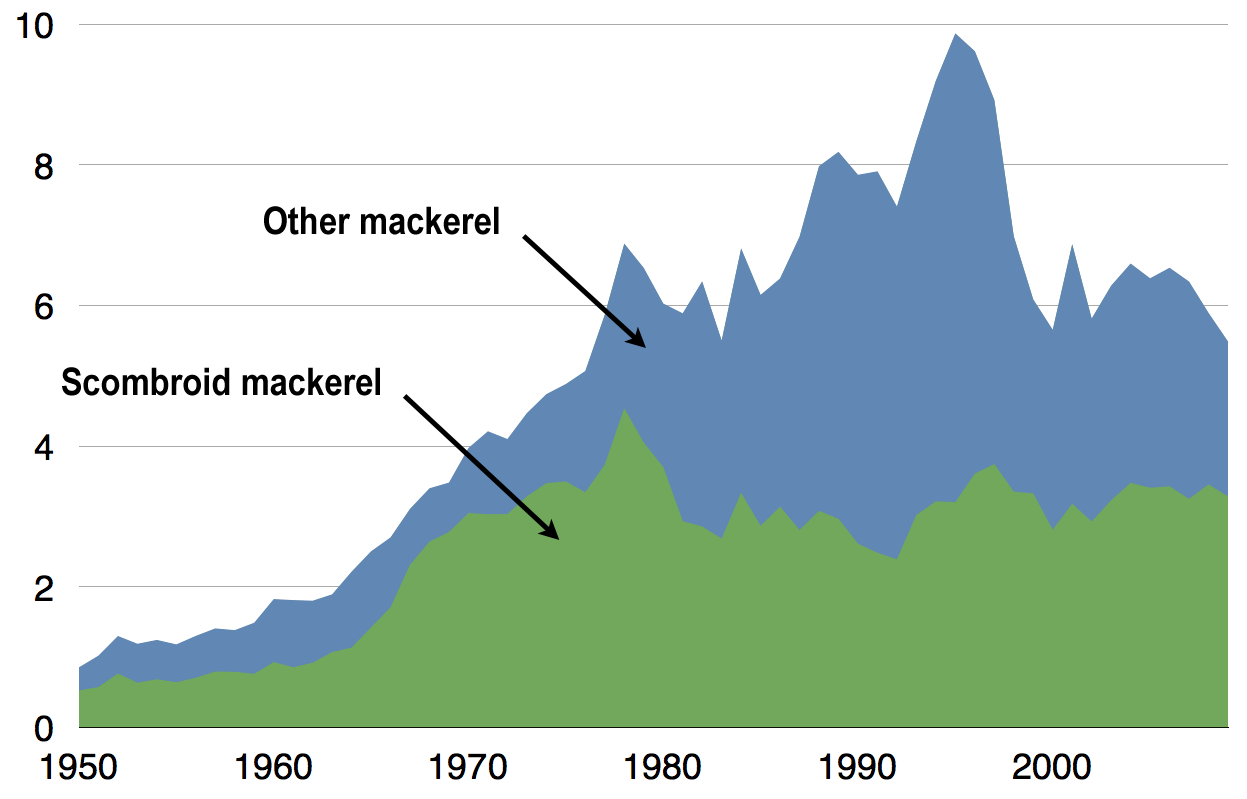
Capture mondiale de maquereau entre 1950 et 2009, en millions de tonnes.

C'est un poisson dont le goût est apprécié, mais qui pose deux problèmes majeurs.

### Bioaccumulation
Dans les régions polluées notamment, il peut fortement bioaccumuler des métaux lourds et métalloïdes toxiques, plus ou moins selon l'âge du poisson, son espèce, ses circuits de migration et le lieu de pêche. Par exemple, le maquereau de l'Atlantique contient plus de mercure, mais moins de plomb que le maquereau bleu, le maquereau espagnol est plus gras et le maquereau bleu est le moins gras. Ils peuvent donc être différemment contaminés par les polluants liposolubles. 
En tant que petit prédateur, le maquereau peut bioaccumuler, de manière parfois préoccupante, le mercure et le méthyl mercure (plutôt pour les individus âgés). Une étude sur l'espèce Scomber colias basée sur des analyses de mercure faites en 1973, 1992 et 2021 a montré que depuis que la plupart des usages du mercure sont interdits ou réglementés, la teneur en mercure de la chair de cette espèce a été divisée par deux (passant de 0,23 ± 0,04 mg/kg en 1973 à 0,11 ± 0,01 mg/kg en 2021). Les taux de mercure mesurés dans le maquereau en conserve vendu dans les États de Géorgie et d'Alabama aux États-Unis étaient en moyenne de 36,4 µg/kg, soit moins que dans les conserves de sardine (107 µg/kg) et de thon (285 µg/kg) de la même étude (2005). Or en 2004, une teneur élevée en mercure dans les cheveux a été associée à un risque plus élevé « d'événements coronariens aigus, et de maladies cardiovasculaires, coronariennes et de mortalité toutes causes confondues ; le mercure peut aussi atténuer l'effet protecteur du poisson sur la santé cardiovasculaire ».
Dans un même contexte, le « mercure total » (tout comme sa part de méthylmercure, beaucoup plus toxique) augmente toujours avec la taille, l'âge et la position du poisson dans le réseau trophique (cf. biomagnification). Ainsi, les taux de « mercure total » et de méthylmercure ont été comparés en Malaisie dans le muscle de thon mignon et celui de maquereau : ils variaient significativement, respectivement de 0,180 à 1,460 μg/g et 0,0.169-0,973 μg/g ; et 0,251-1,470 μg/g et 0,202-1,352,. Le méthylmercure constituait plus de la moitié du mercure mercure total (70 % chez le thon minon, et 83 % chez le maquereau). Dans ce cas une portion hebdomadaire de 66,33 g/semaine de maquereau et de 18,34 g/semaine de thon s'avère inférieur à la limite maximale de 5 et 1,5 µg/kg de poids corporel établis par l'Organisation des Nations Unies pour l'alimentation et l'agriculture (FAO) et l'Organisation mondiale de la santé (OMS) et le codex alimentaire, respectivement, si d'autres aliments ne sont pas aussi des sources de mercure.

### Intoxication
En cas de mauvaises manipulations et/ou de rupture de la chaine du froid, ou en marinade (comme les autres poissons scombroïdes, c'est-à-dire de la même famille)[pas clair] compte parmi les sources d'intoxication botulique ou surtout d'intoxication à l'histamine dite dans ce cas « scombrotoxisme ». Ce risque est en France surveillé dans le cadre du plan de surveillance de l'histamine dans les produits de la pêche (ainsi en 2006, sur 375 prélèvements, 10 non-conformités ont été mises en évidence par la DGAL).

### Stocks halieutiques actuels
La surpêche industrielle de certaines espèces de maquereaux devient de plus en plus problématique pour la conservations des stocks qui s'épuisent dans leur milieux naturels.